# Kverneland Group

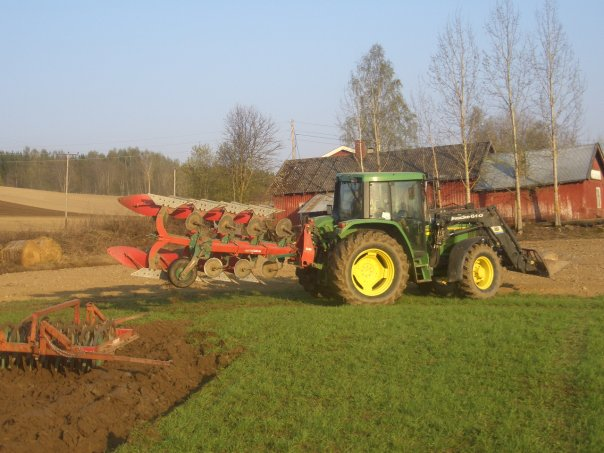
Wentelploeg

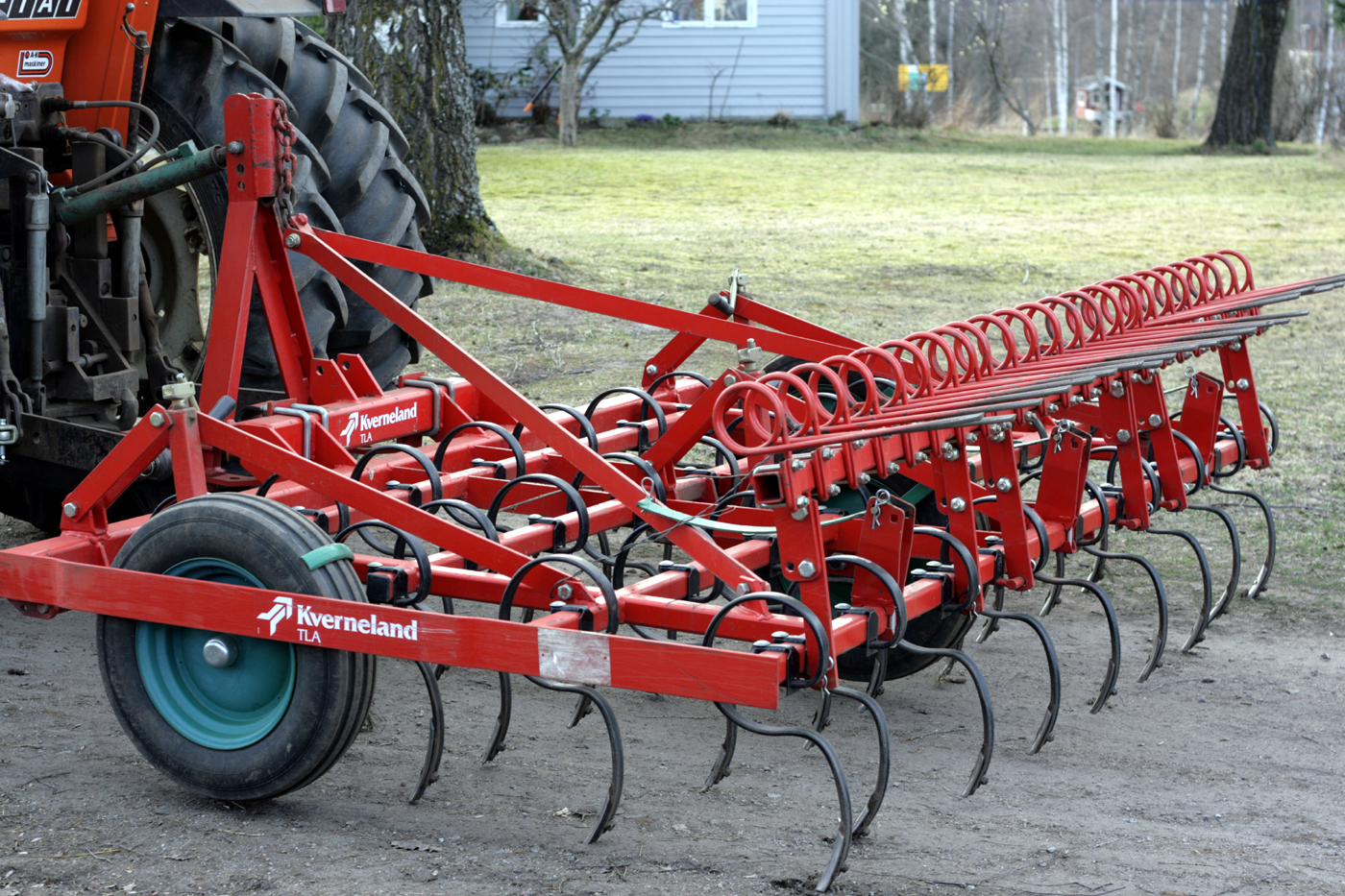
Egge

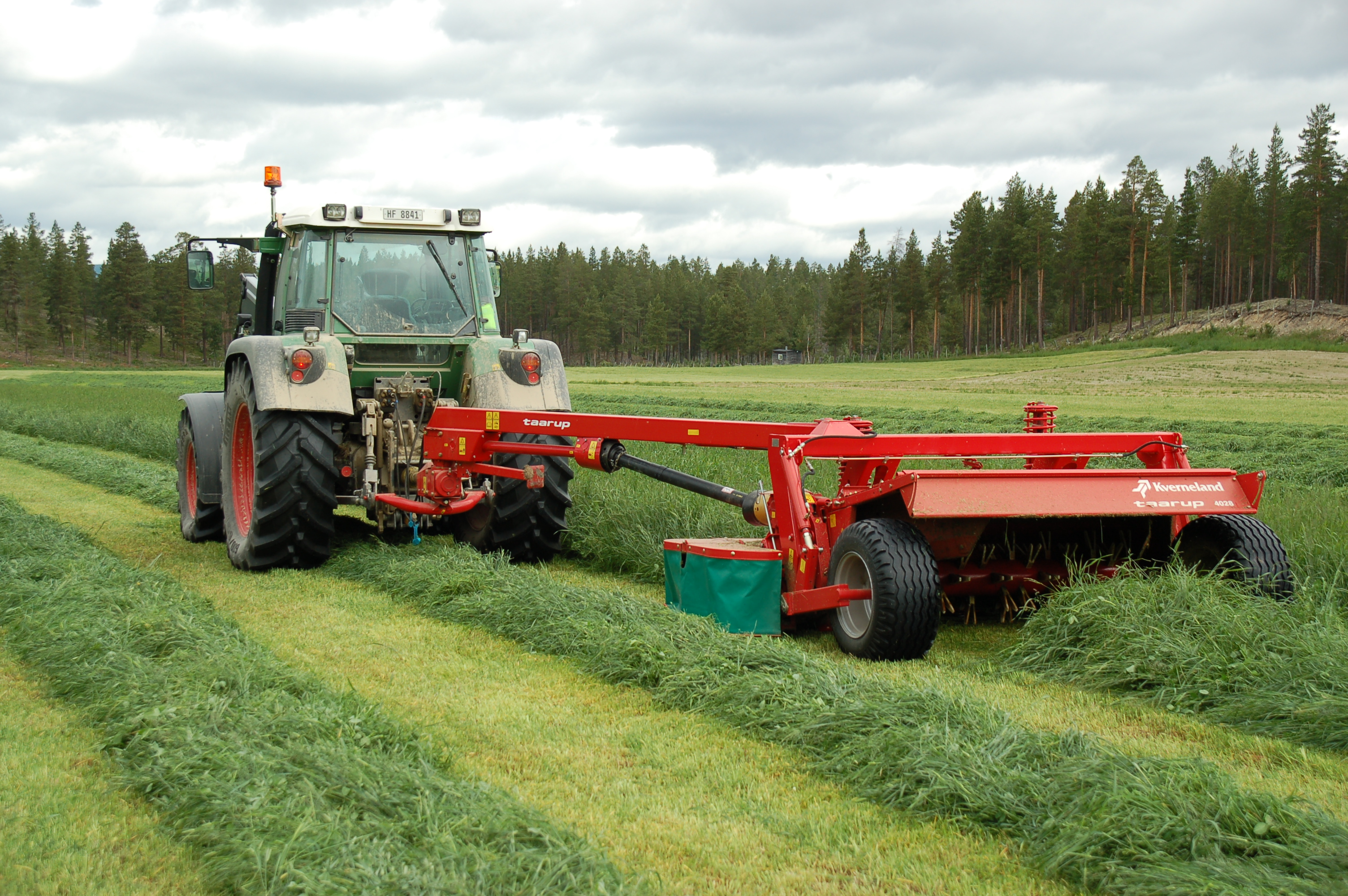
Grasmaaier

De Kverneland Group is een internationale landbouwwerktuigen fabrikant van Noorse oorsprong. Het is een van de grootste fabrikanten van landbouwploegen ter wereld. In 2012 nam het Japanse Kubota de Kverneland Group over.

## Geschiedenis
De geschiedenis van de Kverneland Group begon in 1879, toen oprichter Ole Gabriel Kverneland (1854-1941) een smederij begon in het dorp Kvernaland, 25 km buiten Stavanger in Noorwegen. Het bedrijf produceerde voornamelijk ploegen en eggen. Met de ontwikkeling van de eerste tractoren in de jaren 1920, begon het bedrijf te zoeken naar mogelijkheden om landbouwwerktuigen geschikt te maken gebruik met tractoren. In de jaren 1955 werd de noodzaak van schaalvergroting gevoeld en de Globus Maskinfabrikk, gelegen in het Noorse Brumunddal, ingelijfd.
In 1973 deed Kverneland zijn eerste buitenlandse overname met Plovfabrikken Fraugde in Odense, Denemarken. In 1983 werd het familiebedrijf genoteerd aan de Oslo Børs. Deze stap voorzag de onderneming van het noodzakelijke kapitaal om verder uit te breiden. In 1984 verwierf Kverneland het bedrijf Kyllingstad Plogfabrikk in Klepp, Noorwegen. Twee jaar later in 1986, werd Underhaugs Fabrikk in Nærbø, Noorwegen, ingelijfd. Kverneland ASA, de overkoepelende organisatie, werd in 1989 opgericht.
In de jaren 1990 bleef het bedrijf internationaal groeien. In 1993 kocht het Maskinfabriken Taarup in  Kerteminde, Denemarken. Hier maakte ook de in het Verenigd Koninkrijk gevestigde Kidd fabriek deel van uit. Kverneland bezat nu ook een productielocatie buiten Scandinavië. Machine Agricole Maletti, Modena, Italië werd opgekocht in 1995, Accord Landmaschinen, Soest in 1996 en ten slotte het Duitse distributiebedrijf, Silo-Wolff, Lauenförde, in 1997.
In 1998 nam de Kverneland Group twee grote bedrijven over waardoor het zijn positie als marktleider verstevigde. Aankoop van het in Nederland gevestigde Greenland N.V. maakte dat het merk Vicon graslandmachines eigendom werd. Greenland N.V. was ontstaan uit fusies van de Nederlandse bedrijven Vicon en PZ Zweegers, de landbouwwerktuigen divisie van het Duitse Deutz-Fahr en het Franse Riviere Casalis. Een tweede grote overname in 1998 was die van RAU GmbH gevestigd in Weilheim an der Teck. RAU was een sterk merk in Frankrijk en Duitsland voor landbouwspuiten en cultivators.

## Wijnbouw
In het jaar 2000 breidde de Kverneland Group haar belangen verder uit met activiteiten op het gebied van machines voor de wijnbouw. Ze kocht 's werelds grootste producent van druiven-oogstmachines, het Franse bedrijf Gregoire SA, en begon betrad nieuwe markten en productgebieden. Naast druivenplukkers kreeg Kverneland ook wijngaard-spuiten in het programma. Verdere acquisities zoals van Lagarde en UR Machines (Vinestar) zorgenden er voor dat de onderneming de grootste producent en leverancier van machines voor de wijnbouw ter wereld werd. Een blijvende activiteit werd het niet, in 2007 besloot het bedrijf zich te concentreren op zijn kernactiviteiten; grondbewerking, weidebouw en gewasbescherming. De wijnbouwdivisie werd afgesplitst en ging als Gregoire zelfstandig verder.

## Azië
In 2005 begaf Kverneland zich op de Aziatische markt en richtte eigen verkooporganisaties op in Rusland en China.

## Afscheid en herintrede van de balenpers
In 2008 verkocht de onderneming haar Balenpers-divisie aan de Kuhn Group, een divisie van het Zwitserse Bucher Industries uit Niederweningen, Zwitserland. Twee jaar later werd Kverneland onder de merknaam Vicon weer actief op deze markt door een belang te nemen in het Italiaanse Gallignani. Een geheel vernieuwde lijn rondebalen persen onder de merknaam Vicon wordt groots gepresenteerd op diverse evenementen.

## AEF
In 2008 was Kverneland Group medeoprichter van de AEF (Agricultural Electronics Industry Foundation). Samen met John Deere, CNH, Claas, AGCO, Grimme en Pöttinger wordt een samenwerkingsverband neergezet dat zich ten doel stelde de elektronische standaardisatie te bevorderen en te zorgen dat ISOBUS machines en ISOBUS trekkers van verschillende merken probleemloos aan elkaar gekoppeld konden worden. Hiervoor werden binnen de AEF projectgroepen opgestart waarin de verschillende bedrijven samenwerken om standaardisatie binnen de agrarische industrie door te voeren en knelpunten gezamenlijk op te lossen. In de jaren erna sloten meer dan honderd bedrijven uit de machine- en trekker industrie zich bij de AEF-initiatief.

## Overname door Kubota
In 2011 werd het hele concern te koop aangeboden. Het Japanse Kubota deed een bod op alle aandelen. Ook CNH Global NV uit Nederland en Chery Heavy Industries Co. Ltd. uit China meldden zich als geïnteresseerde. Kubota verhoogde het oorspronkelijke bod en in 2012 kwam de onderneming in Japanse handen.

## Cijfers
Wereldwijd werkten er in 2009 ruim 2.000 mensen voor Kverneland, en in dat jaar realiseerde het bedrijf een omzet van 417 miljoen euro.